# Fatho Amoy
Œuvres principales
- Mon beau pays d'ivoire
- Chaque aurore est une chance

Fatho Amoy (né le 30 septembre 1935 à Aboisso et décédé le 5 juin 2019 à Abidjan) est un poète, enseignant, chercheur, éditeur et haut fonctionnaire ivoirien. Professeur de langues et de lettres à l'université d'Abidjan, il est l'auteur des recueils poétiques Mon beau pays d'ivoire et Chaque aurore est une chance. Créateur des revues Jeunesse et Culture puis Pollen en 1972, Fatho Amoy a été lauréat du Mérite Français et des Palmes Académiques Françaises

## Biographie
Peu d'éléments biographiques concernant Fatho Amoy sont connus du public, en raison de sa grande discrétion. Selon un article de Richard Bonneau paru dans le mensuel Éburnéa en 1973, Fatho Amoy est originaire du village d'Assouba, situé à quelques kilomètres d'Aboisso, dans la région du Sud-Comoé. Ancien élève du Collège classique d'Abidjan, il obtient son baccalauréat à Paris. Inscrit à la Sorbonne, il décroche un certificat d'études littéraires générales. Amoy est également titulaire d'un diplôme d'études supérieures en espagnol, ainsi que d'un doctorat de troisième cycle en portugais (études brésiliennes). Il fait paraître un premier recueil de poèmes en octobre 1967, Mon beau pays d'ivoire, composé alors qu'il est encore étudiant, qui passe inaperçu.
Rentré en Côte d'Ivoire, il devient proviseur du lycée de Bouaké, avant d'être nommé directeur de la Pédagogie et de la Formation au Ministère de la Jeunesse, des Sports et de l'Éducation populaire. En 1972, il crée une imprimerie ainsi que deux revues : Jeunesse et Culture, puis Pollen, qui lui valent de recevoir les Palmes Académiques Françaises. Fatho Amoy devient par la suite professeur de stylistique au sein du département d'espagnol de l'université d'Abidjan, où il enseigne durant plusieurs décennies. En 1980 paraît Chaque aurore est une chance, qui rencontre un relatif succès auprès de la critique. Amoy ne publie plus rien par la suite, et décède le 5 juin 2019 à son domicile d'Abidjan. 

## Œuvres
Le plus ancien texte connu de Fatho Amoy est un court poème paru en octobre 1955 dans le périodique Bingo (édité à Dakar) et intitulé « Adieux ». L'œuvre de Fatho Amoy, en dépit de son intensité lyrique et de l'admiration qu'elle a pu inspirer aux spécialistes des littératures africaines francophones, demeure peu volumineuse, et seuls deux recueils sont connus à son registre. Plusieurs poèmes d'Amoy ont été repris dans des anthologies consacrées aux littératures d'Afrique subsaharienne, telles que celles réalisées par Jacques Chevrier, Pius Ngandu Nkashama, ou encore Maurice Bandaman. 

### Poésie
- Mon beau pays d'ivoire, Saint-Genix-sur-Guiers, Pessin et Desalmand éditeurs, imp. Gauthier frères, 1967.
- Chaque aurore est une chance, Abidjan, Centre d'édition et de diffusion africaines, 1980 (ISBN 9782863940068).